# 1990 en jeu vidéo
Cet article présente les faits marquants de l'année 1990 concernant le jeu vidéo.

## Événements
- Amstrad lance la console GX-4000 en Europe en septembre.
- Sega lance la Mega Drive en Europe en septembre.
- Sega lance la Game Gear au Japon le 6 octobre.
- Nintendo sort la Super Famicom au Japon le 21 novembre et la Game Boy le 28 septembre en Europe.
- NEC sort la console portable PC-Engine GT.
- SNK sort le Neo-Geo MVS en arcade et la console de salon Neo-Geo AES.
- Amstrad arrête la production de ZX Spectrum.

## Principales sorties de jeux
- 12 février : sortie de Super Mario Bros. 3 (NES) aux États-Unis, il est vendu à plus de 17 millions d'exemplaires.
- 21 novembre : Super Mario World et F-Zero sortent au Japon, accompagnant la sortie de la Super Famicom.
- 14 décembre : sortie de Commander Keen, de Tom Hall et John Carmack en shareware.
- 14 décembre : sortie de Elemental Master sur Mega Drive au Japon.
- 21 décembre : sortie de Kabuki: Quantum Fighter sur NES au Japon.
- X-Out

## Récompenses
Tilt d'or Canal Plus 1990
- Meilleure animation : Prince of Persia de Broderbund
- Meilleur graphisme : B.A.T. de Ubisoft
- Meilleur beat'em all : PC Kid de Hudson Soft
- Meilleure conversion d'arcade : Pang de Ocean Software
- Meilleure course auto-moto : Lotus Esprit Turbo Challenge de Gremlin Graphics Software
- Meilleur jeu d'action (ex æquo) : Revenge of Shinobi de Sega et Turrican de Rainbow Arts
- Meilleur jeu d'action/réflexion : Pipe Mania de Empire Interactive/Titus Interactive
- Meilleur jeu d'aventure : Maupiti Island de Lankhor
- Meilleur jeu de réflexion/stratégie (ex æquo) : Full Metal Planet de Infogrames et Powermonger de Electronic Arts
- Meilleur jeu de rôle : Captive de Mindscape
- Meilleur logiciel d'aventure/action : The Adventure of Link de Nintendo
- Meilleur shoot'em up (ex æquo) : Battle Squadron de Innerprise/Ubi et Thunder Force III de Sega
- Meilleur simulateur de vol : LHX: Attack Chopper de Electronic Arts
- Meilleure simulation (hors simulateurs de vol) : Wolfpack de Mirrorsoft
- Meilleure simulation sportive : Indianapolis 500 de Electronic Arts
- Prix spécial du jury : Railroad Tycoon de Microprose
- Meilleur espoir : SWIV de Storm